# Douglas J. Futuyma

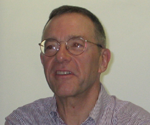
Douglas J. Futuyma

Douglas Joel Futuyma (* 1942 in New York, NY, USA) ist ein US-amerikanischer Biologe.

## Leben
Futuyma erwarb 1969 an der University of Michigan den akademischen Grad Ph.D. Er forschte über die Interaktion zwischen pflanzenfressenden Insekten und den Pflanzen selbst und deren Bedeutung für die Evolution (Koevolution), Artbildung und Populationsgenetik. Er ist Professor an der State University of New York at Stony Brook, an der er seit 1969 lehrt und 2001 Distinguished Professor wurde. Ab 2002 war er Professor an der University of Michigan, bevor er 2004 an die Stony Brook zurückkehrte.
Von ihm stammt ein verbreitetes Lehrbuch der Evolutionsbiologie (Evolutionary Biology, sowie das Buch Evolution mit mehr einführendem Charakter). 
Futuyma ist Fellow der American Association for the Advancement of Science (1985), der American Academy of Arts and Sciences (1996) und der National Academy of Sciences (2006). 1992 war er Guggenheim Fellow und 1999 Fulbright Fellow als Gastwissenschaftler an der University of Melbourne. 1997 erhielt er den  Sewall Wright Award der American Society of Naturalists und 2012 den Leidy Award der Academy of Natural Sciences der Drexel University. 1987 war er Präsident der Society for the Study of Evolution und 9194 der American Society of Naturalists und 2008 war er Präsident des American Institute of Biological Sciences.
Er ist auch in den USA öffentlich als Gegner des Kreationismus hervorgetreten. Er ist offen homosexuell und veröffentlichte 1984 einen Aufsatz, in der er die soziobiologische Erklärung von Homosexualität mit dem Hinweis auf fehlende Evidenz für deren Vererbbarkeit kritisierte.

## Schriften
- Evolutionary Biology. Sinauer Associates, Sunderland MA 1979, 3. Auflage 1998 ISBN 0-87893-199-6.
  - Deutsche Übersetzung: Evolutionsbiologie, Birkhäuser 1990
- Evolution, Sinauer Associates, 3. Auflage 2013
- Science on Trial. The Case for Evolution. Pantheon Books, New York NY 1983, ISBN 0-394-52371-7.
- mit Montgomery Slatkin: Coevolution. Sunderland, Mass: Sinauer Associates 1983